# Pieve Cusignano
Pieve Cusignano, nota anche come Pieve di Cusignano, è una frazione del comune di Fidenza, in provincia di Parma.
La località dista 9,23 km dal capoluogo.

## Geografia fisica
La località sorge nella valle del torrente Parola, tra le prime colline appenniniche coperte da campi coltivati e vigneti. Sul versante sinistro della vallata sorge la località di Monte Manolo, nota anche come Monte Manulo, costituita da piccoli nuclei abitati sparsi attorno al santuario della Madonna delle Grazie.

## Storia
La zona risultava abitata già nel Neolitico, come testimoniato dal rinvenimento dei resti di un villaggio palafitticolo.
In epoca medievale vi fu edificata la pieve di San Giovanni Battista, identificata da alcuni storiografi, seppur senza prove, nel luogo di culto omonimo menzionato in una pergamena dell'11 giugno del 1005; la prima testimonianza certa dell'esistenza del tempio risale invece al 1111.
A presidio della vallata, in epoca ignota fu edificato a Monte Manolo un castello, appartenente almeno dal 1145 ai marchesi Pallavicino; il maniero fu distrutto nel 1297 per ordine del Comune di Parma.
Nel 1410 il marchese Orlando Pallavicino fu investito del feudo di Montemannolo da parte del duca di Milano Giovanni Maria Visconti e nel 1413 ne ricevette conferma dall'imperatore del Sacro Romano Impero Sigismondo di Lussemburgo.
Nel 1430 Rolando il Magnifico fu confermato nell'investitura su Montemamiloliano anche da parte del duca Filippo Maria Visconti. Tuttavia nel 1441 Niccolò Piccinino convinse il milanese del tradimento da parte di Orlando e si fece incaricare di conquistarne lo Stato Pallavicino; attaccato su più fronti, il Marchese fu costretto alla fuga e tutte le sue terre furono incamerate dal Duca di Milano, che nel 1442 ne assegnò la maggior parte al Piccinino; pochi anni dopo la zona tornò sotto il controllo dei Pallavicino, che lo mantennero fino all'estinzione del ramo della casata nel 1587.
La zona, assorbita dal ducato di Parma e Piacenza, fu assegnata nel XVIII secolo alla famiglia Mischi, che ne mantenne i diritti fino alla loro abolizione sancita da Napoleone nel 1805.

## Monumenti e luoghi d'interesse

### Architetture religiose

#### Chiesa di San Giovanni Battista

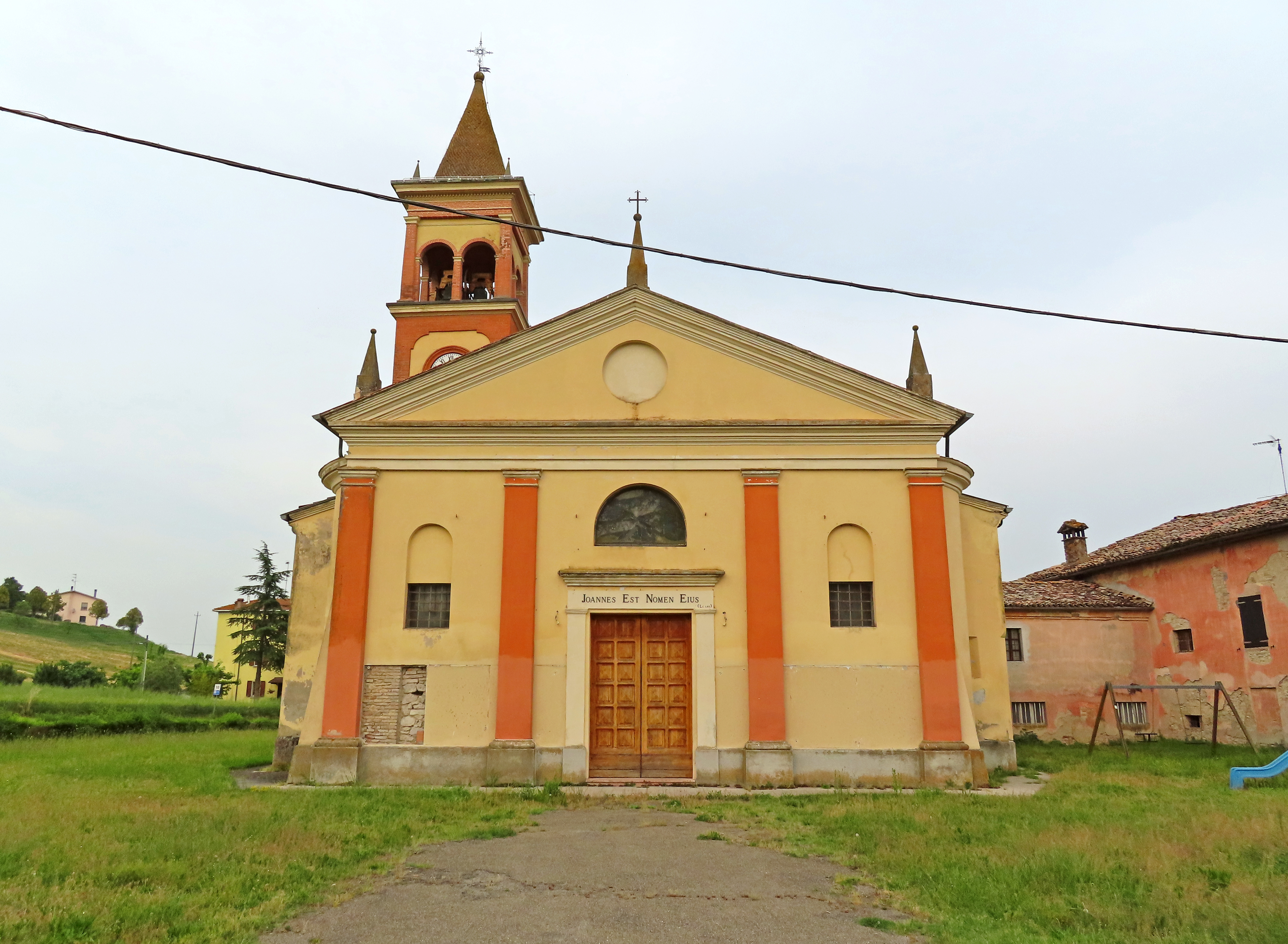
Chiesa di San Giovanni Battista

Edificata originariamente in stile romanico in epoca medievale, la pieve fu menzionata forse già nel 1005, anche se la prima testimonianza certa della sua esistenza risale al 1111; ristrutturata in stile neoclassico nella prima metà del XVIII secolo, fu dotata di campanile e cappelle laterali tra il 1841 e il 1886 e fu sottoposta a lavori di restauro intorno al 1960, riportando alla luce otto colonne romaniche; le navate, le cappelle e il presbiterio sono decorati con affreschi e ospitano varie opere, tra cui la pala d'altare raffigurante l'Imposizione del nome al Battista, dipinta all'incirca nel 1700.

#### Santuario Madonna delle Grazie di Monte Manolo

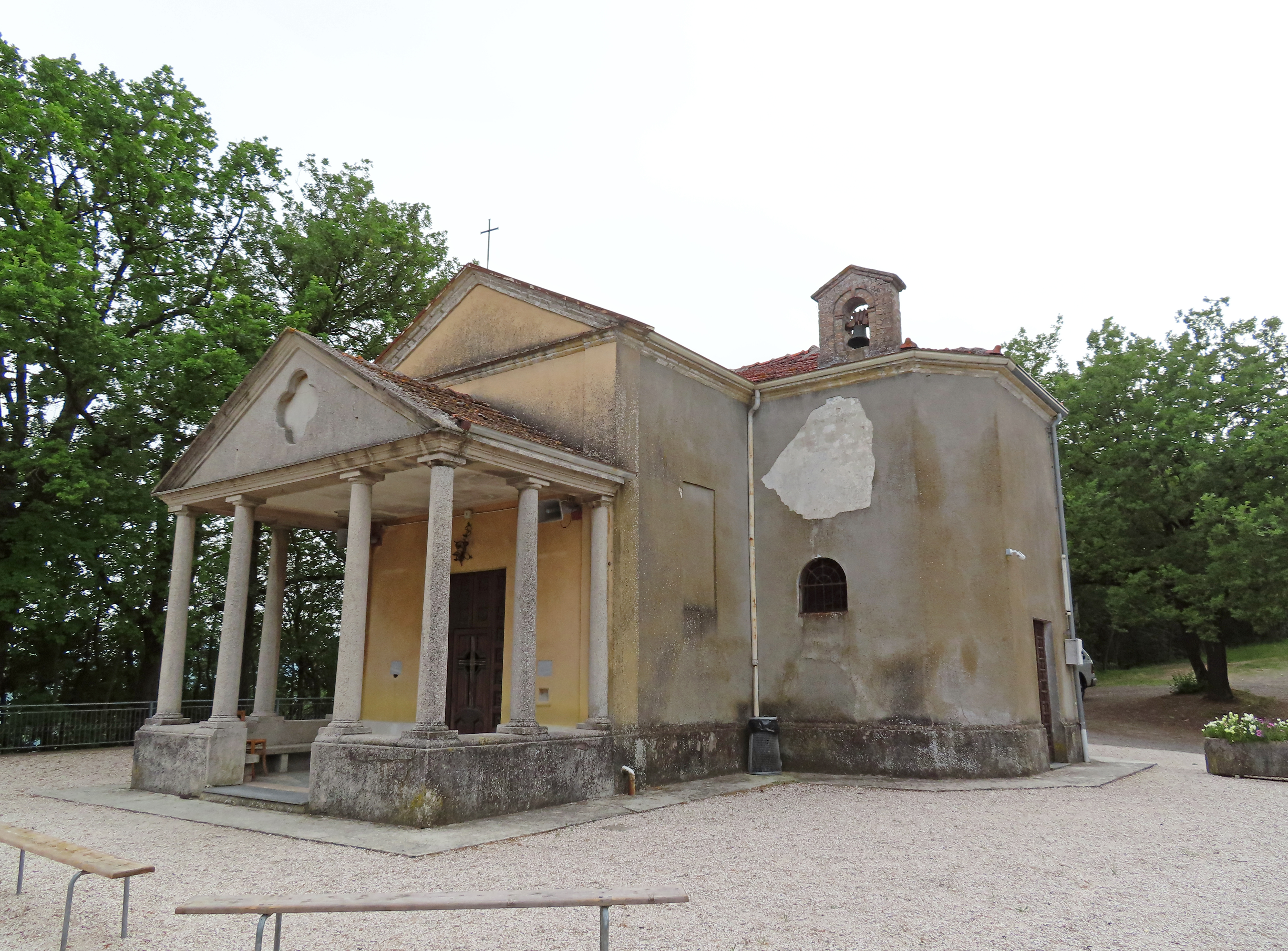
Santuario Madonna delle Grazie di Monte Manolo

Edificato verso la metà del XVIII secolo sul luogo di un capitello votivo dipinto con l'immagine della Beata Vergine, l'originario oratorio, commissionato dal marchese Ercole Pallavicino, arciprete della pieve di Cusignano, fu ricostruito intorno al 1790 e dotato di portico nel 1819; restaurato nel 1828 e nel 1840, fu nuovamente riedificato in stile neoclassico nel 1915 su progetto dell'architetto Lamberto Cusani; al suo interno è conservato un venerato medaglione in marmo di Carrara, scolpito nel 1730 con l'effigie della Madonna delle Grazie.

#### Oratorio di San Giacomo di Monte Manolo
Edificato nel piccolo borgo di Monte Manolo entro il XVI secolo, l'oratorio, appartenente in patronato alla famiglia Oddi, fu menzionato nel 1520 e nel 1564; in seguito abbandonato, se ne perse nel tempo ogni traccia.

### Architetture militari

#### Casetorri
Costruite prevalentemente tra il XII e il XIV secolo, le casetorri si diffusero qua e là nella zona per volere dei Pallavicino, che ne codificarono le dimensioni e le tipologie; abitate da contadini, fungevano anche da torri di avvistamento; realizzate in pietra con rade e piccole aperture, erano costituite da tre o quattro ambienti sovrapposti l'uno all'altro, collegati da scale a pioli rimovibili in caso di pericolo; venute meno le esigenze difensive, furono successivamente inglobate in edifici a sviluppo orizzontale.

#### Castello di Monte Manolo
Edificato in epoca medievale probabilmente per volere dei marchesi Pallavicino, che lo detenevano già nel 1145, il castello fu abbattuto nel 1297 per decisione del Comune di Parma e non fu mai più ricostruito.